# Heinrich Bürcky

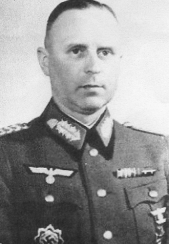
Generalmajor Heinrich Bürcky

Heinrich Bürcky (* 23. Juli 1895 in Frankenthal (Pfalz); † 4. August 1973 ebenda) war ein deutscher Offizier, zuletzt Generalmajor im Zweiten Weltkrieg.

## Leben
Bürckys Eltern waren Jacob Bürcky und seine Frau Elisabeth geb. Gettert. Sein Vater stammte aus Albisheim (Pfrimm), wo sich die Familie zur Wende des 17. zum 18. Jahrhundert als mennonitische Migranten aus der Schweiz niederließ. Jacob war Lehrer am Karolinen-Gymnasium in Frankenthal. Heinrich Bürcky besuchte in Frankenthal die Volksschule und legte 1914 das Abitur am Humanistischen Gymnasium in Ludwigshafen ab. 

### Kaiserreich und Weimarer Republik
Bürcky trat am 2. November 1914, drei Monate nach Beginn des Ersten Weltkrieges, als Fahnenjunker-Gefreiter in das 18. Infanterie-Regiment „Prinz Ludwig Ferdinand“ der Bayerischen Armee in Landau in der Pfalz ein. Nach einem Fahnenjunker-Kursus in Döberitz wurde er am 17. April 1915 zu seinem Regiment an die Westfront überwiesen. Dort wurde Bürcky am 2. Juni 1915 zum Leutnant befördert und Ende Februar 1916 zur MG-Kompanie versetzt. Im weiteren Kriegsverlauf fungierte Bürcky als Zug- und Kompanieführer, zeitweise stellvertretender Regimentsadjutant sowie Zweiter Adjutant der 6. Infanterie-Brigade.
Nach Kriegsende und Rückführung in die Heimat war Bürcky bis Ende Mai 1919 als Demobilisierungsoffizier zur 6. Infanterie-Brigade kommandiert. Im Anschluss daran folgte seine Übernahme in die Vorläufige Reichswehr und Verwendung als Kommandant des Stabsquartiers der Reichswehr-Brigade 23. Von dort wurde er Ende September 1920 in das Reichswehr-Infanterie-Regiment 46 versetzt und war dann ab 1. Januar 1921 Zugführer in der 12. Kompanie des 21. (Bayerisches) Infanterie-Regiments. Nach der wiederholten Absolvierung der Infanterie- und Artillerielehrgängen in Döberitz, wurde er 1934 Kompaniechef in seinem Regiment.

### Drittes Reich
In die Wehrmacht übernommen, kam er 1935 für drei Jahre als Taktiklehrer an die Kriegsschule Hannover. 1938 wurde er Kommandeur des I. Bataillons des Infanterie-Regiments 62 der 57. Infanterie-Division, die als Reserve der Heeresgruppe Süd am Überfall auf Polen teilnahm. Als Oberstleutnant wurde er im Februar 1940 Kommandeur vom 528. Infanterie-Regiment der 299. Infanterie-Division.

Truppenzeichen 159. ID

Am 1. Oktober 1942 kam er als Oberst und Kommandeur an die Fahnenjunkerschule VII im böhmischen Milowitz. Am 20. Januar 1944 folgte die Beförderung zum Generalmajor.  Am 15. März 1944 ging er als Kommandeur aller zehn Infanterieschulen für Fahnenjunker nach Potsdam.
Vom 19. Oktober bis 15. November 1944 besuchte er einen Divisionsführerlehrgang in Hirschberg im Riesengebirge (Schlesien), dieser befähigte ihn dazu am 11. Dezember 1944 zur Übernahme der 159. Infanterie-Division von Generalmajor Friedrich-Wilhelm Dernen.
Am 20. April 1945 geriet er in Kriegsgefangenschaft, aus dieser er am 28. Juni 1947 in Garmisch-Partenkirchen entlassen wurde.

### Bundesrepublik
Nach dem Zweiten Weltkrieg kehrte Bürcky nach Frankenthal zurück. Dort unterstellte er sich 1962 der Stadtverwaltung Frankenthal unter ihrem damaligen Oberbürgermeister Jürgen Hahn zum Aufbau und der Organisation des Zivilen Bevölkerungs- und Luftschutzes.

## Auszeichnungen
- Militärverdienstorden (Bayern) IV. Klasse mit Schwertern[1]
- Eisernes Kreuz (1914) II. und I. Klasse[1]
- Verwundetenabzeichen (1918) in Schwarz[1]
- Ehrenkreuz des Weltkrieges
- Wiederholungsspange zum Eisernen Kreuz II. und I. Klasse
- Dienstauszeichnung (Wehrmacht) I. Klasse
- Deutsches Kreuz in Gold (19. Dezember 1941)
- Medaille Winterschlacht im Osten 1941/42

## Werke

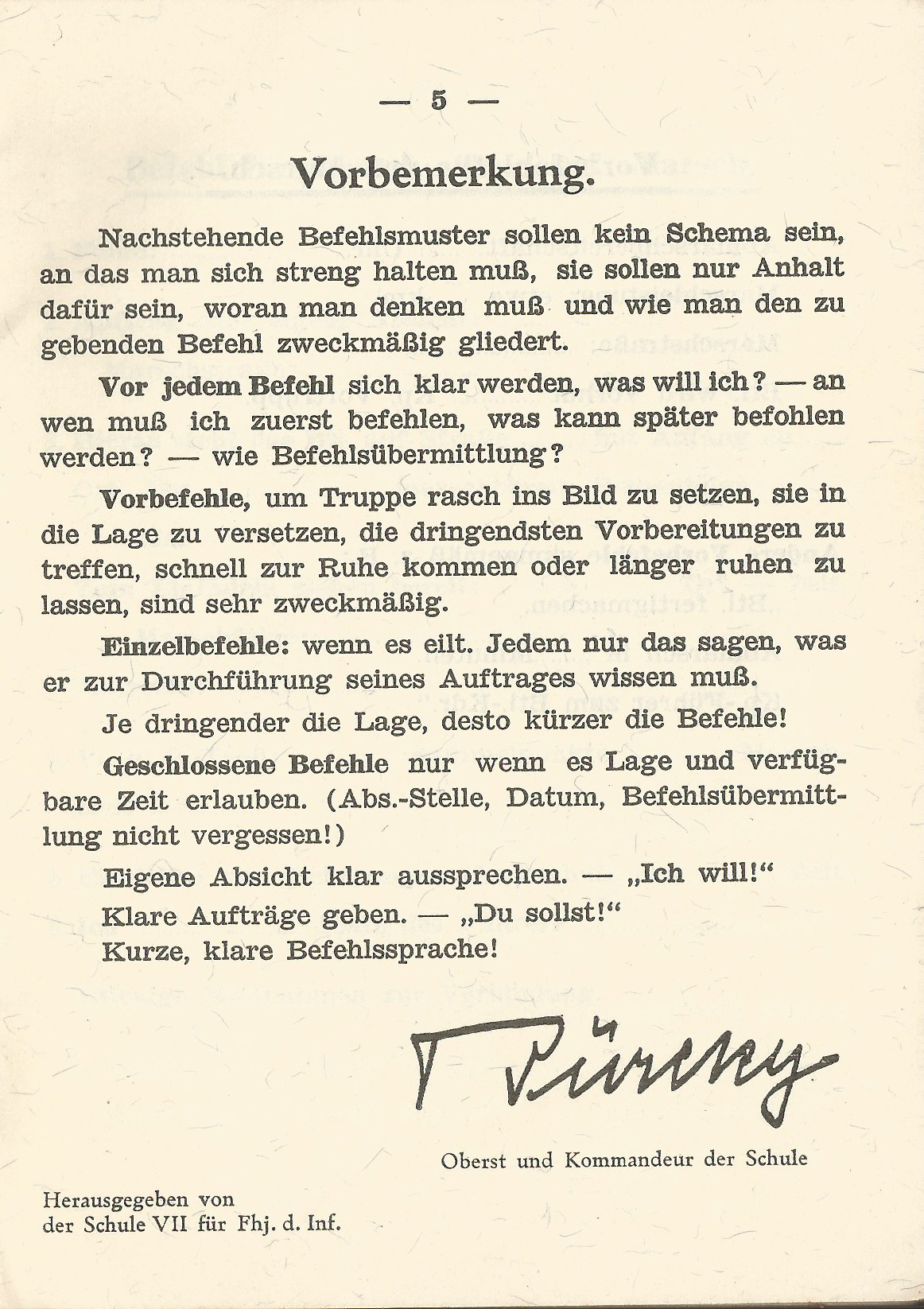
Vorwort des Befehlsbuches von Heinrich Bürcky

- Befehlsbuch. Muster für Btl-Befehle, Herausgegeben von der Schule VII für Fhj. d. Inf. Milowitz bei Prag, Prag 1943 und 1944.